# ビート・ストリート
『ビート・ストリート』（原題: Beat Street）は、1984年に製作されたアメリカ合衆国の映画。ブレイクダンス、DJ、ターンテーブル、グラフィティ等、ヒップホップ黎明期の映像を収めている。全米週末興行収入成績初登場第5位（1984年6月8日-10日）。

## あらすじ
ニューヨークのサウス・ブロンクスに暮らすDJのケニーとブレイクダンスで一目置かれるリーの兄弟は、クラブのヒップホップ・パーティーでトレイシーと出会い、共に協力してグラフィティ・アーティスト、ラモのためにパーティーを成功させる。

## キャスト
- トレイシー：レイ・ドーン・チョン
- ケニー：ガイ・デイヴィス
- リー：ロバート・テーラー
- ラモ：ジョン・チャーディエット
- ニューヨーク・シティ・ブレイカーズ
- ロック・ステディ・クルー

## その他
アフリカ・バンバータ、クール・ハーク、クール・モー・ディー、グランドマスター・メリーメル、ジャジー・ジェイ等、初期ヒップホップの重要なアーティストの他、ローリング・ストーンズやOn-Uサウンドと共に活動するバーナード・ファウラーが出演している。また、映画「ワイルド・スタイル」で知られるロック・ステディ・クルーも出演。